# Transat BPE

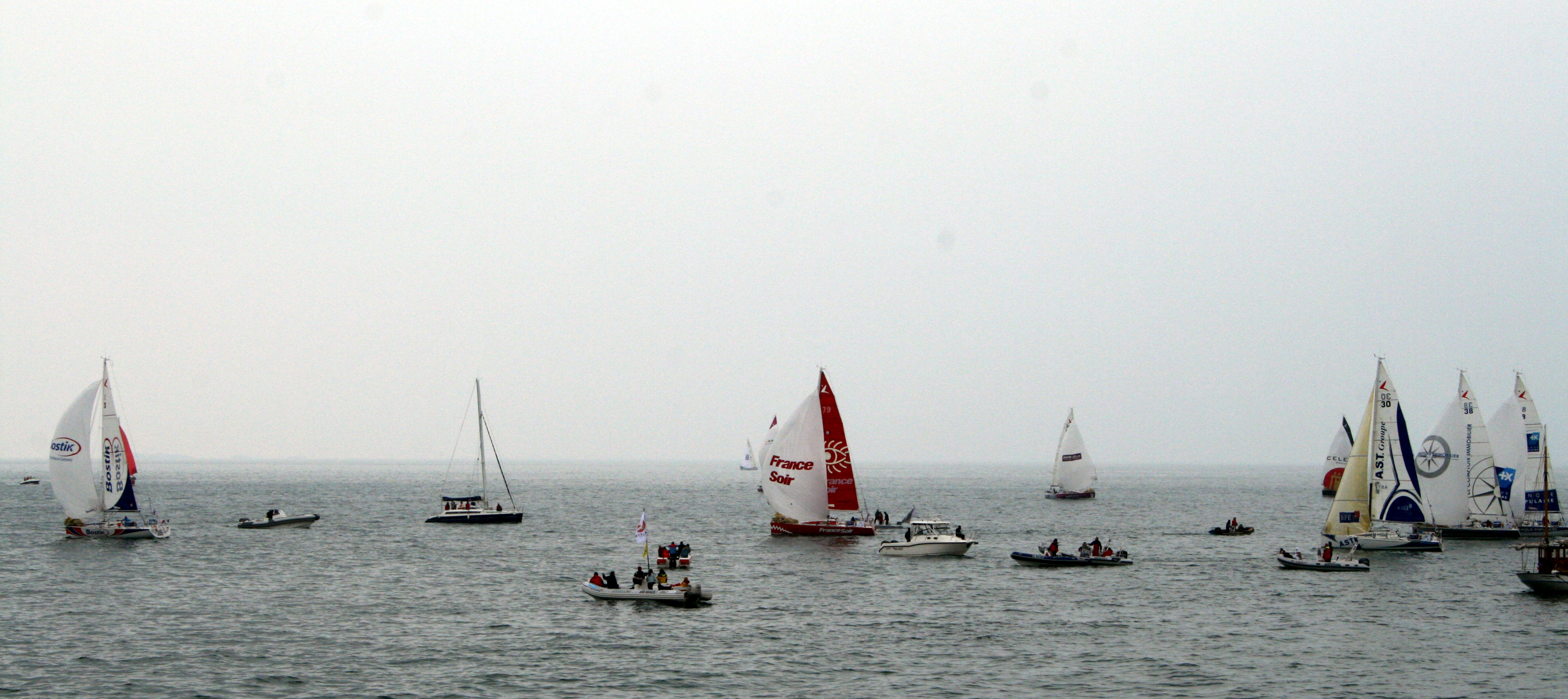
Starttag der Regatta 2007, ganz links der später Drittplatzierte: Charles Caudrelier auf Bostik

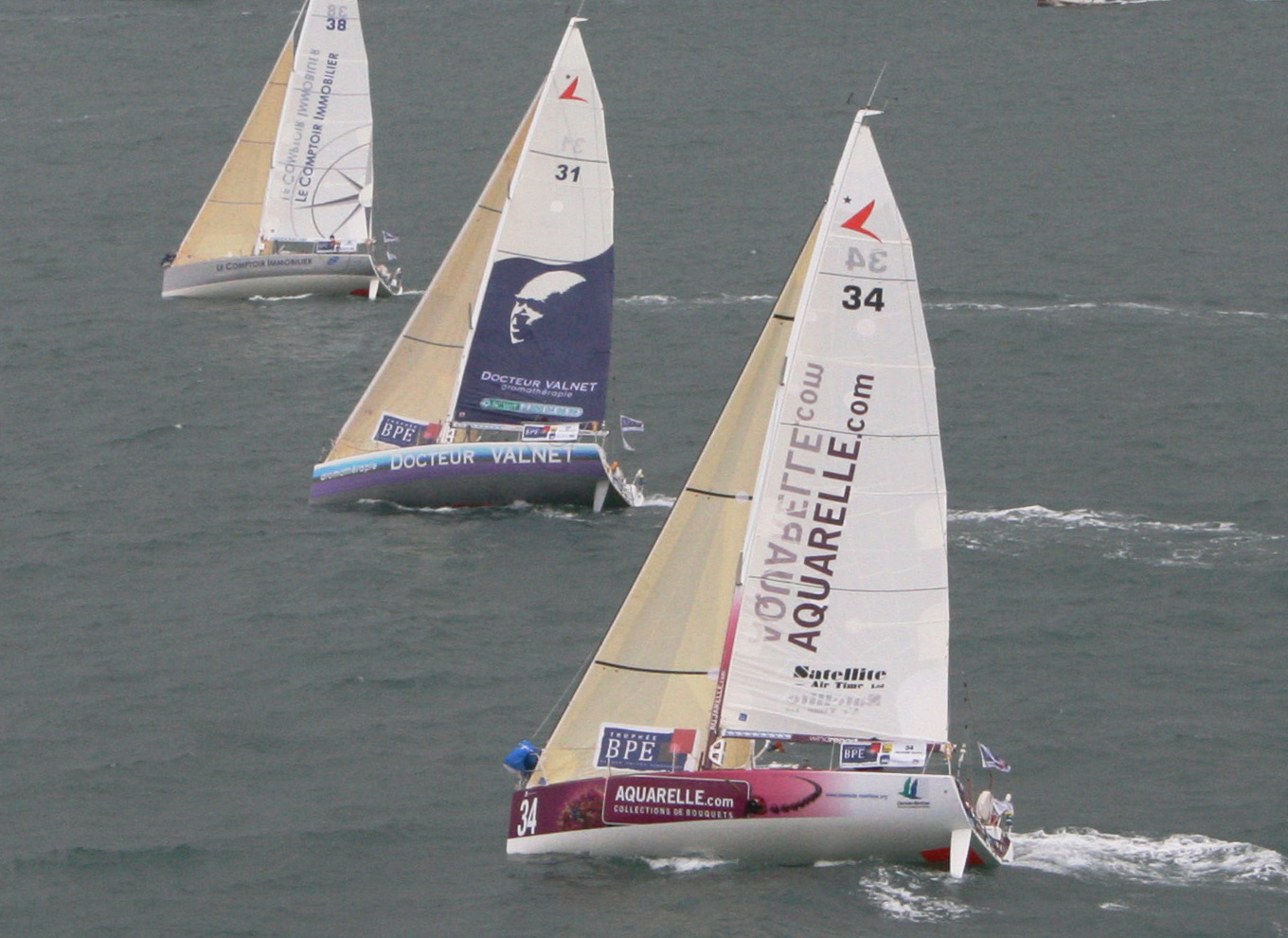
Die baugleichen Boote (Einheitsklasse) Typ Figaro Bénéteau 2 beim „Prolog“ zur Trophée BPE 2007

Die Regatta Transat BPE (vor 2009: Trophée BPE, nach 2009: Transat Bénodet–Martinique) ist eine alle zwei Jahre durchgeführte Hochseeregatta ohne Zwischenstopps, deren Route in Frankreich beginnt. Ab 2001 führte sie zunächst als Regatta für zweiköpfige Mannschaften nach Dakar (Senegal), mit Zwischenstopp in Porto Santo (Madeira); seit 2005 geht es als Einhand-Transatlantikregatta in die Karibik.
Gesegelt wird auf Booten der Einheitsklasse Figaro Bénéteau. Bis 2009 fungierte BPE (Banque Privée Européenne) als Hauptsponsor. In diesen Jahren wurde die Regatta nach ihr benannt.
Die Regatta wird traditionell stark von französischen Seglern dominiert. Zwar nehmen auch einige Segler anderer Nationen teil, dennoch sind bis Stand 2010 sämtliche Medaillen an Franzosen gegangen.

## Geschichte
Von 1980 bis 1991 wurde in drei- bis vierjährigem Abstand die Regatta La Baule-Dakar abgehalten. Ihre Route führte vom französischen La Baule (Atlantikküste) nach Dakar, wobei die Segler zwischen den Azoren-Inseln Faial und Pico durchsegeln mussten. 1980 und 1983 wurde der Wettbewerb als Regatta für (größere) Mannschaften ausgeschrieben, 1987 für zweiköpfige Mannschaften und 1991 für Einhandsegler.

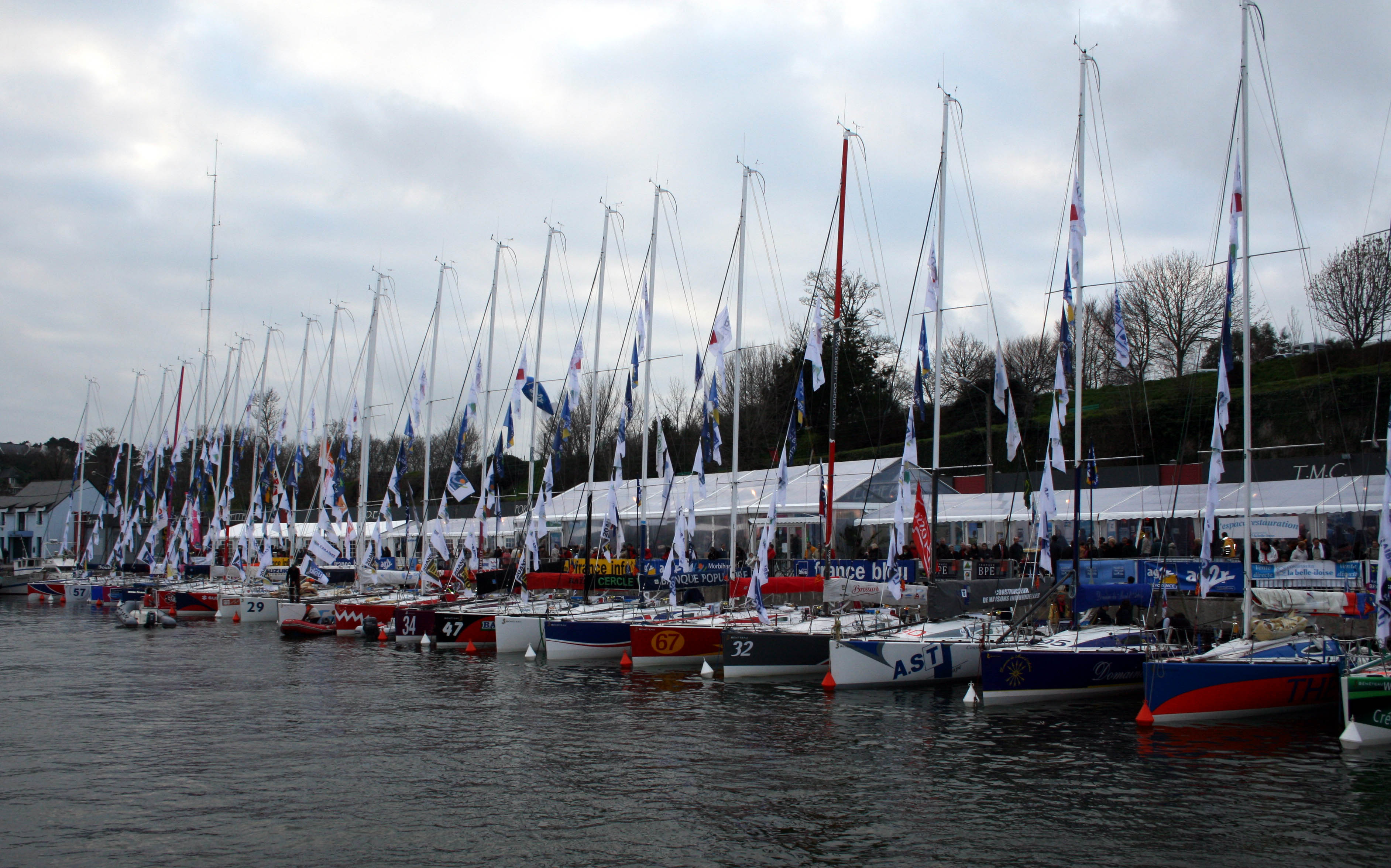
Figaro-Bénéteau-2 vor Regattastart 2007 im Hafen von Belle-Île

An diese Regattatradition knüpften François-Xavier Dehaye und seine Gesellschaft Match Racing (ein Tochterunternehmen von Pen Duick S.A.S., dem Organisator der Transatlantikregatten Route du Rhum und Transat Jacques Vabre) mit der Schaffung der Trophée BPE an. Unterstützt wurde die Regatta von der Stadt Saint-Nazaire.
Stand die Regatta 2001 noch Ein- und Mehrrumpfbooten offen, wurden ab 2003 nur noch Boote des Einheitsklasse-Typs Figaro Bénéteau 2 eingesetzt.
Ab 2005 wurde die Regatta als Einhand-Transatlantikregatta in die Karibik durchgeführt, im ersten Jahr nach Kuba. Anschließend wurde die Regatta, möglicherweise in Anlehnung an das Lied Belle-île en Mer, Marie galante des französischen Sängers Laurent Voulzy, auf ebendieser Route durchgeführt – von Belle-Île-en-Mer (Bretagne) nach Marie-Galante (Guadeloupe, Antillen); Saint-Nazaire zog sich von der Regatta zurück, stattdessen wurde unter anderem Belle-Île-en-Mer Sponsor. Nach Rückzug des Hauptsponsors BPE und nach Änderung von Start- und Zielpunkt nannte sich die 2011-Regatta Transat Bénodet–Martinique.

## Die einzelnen Regatten

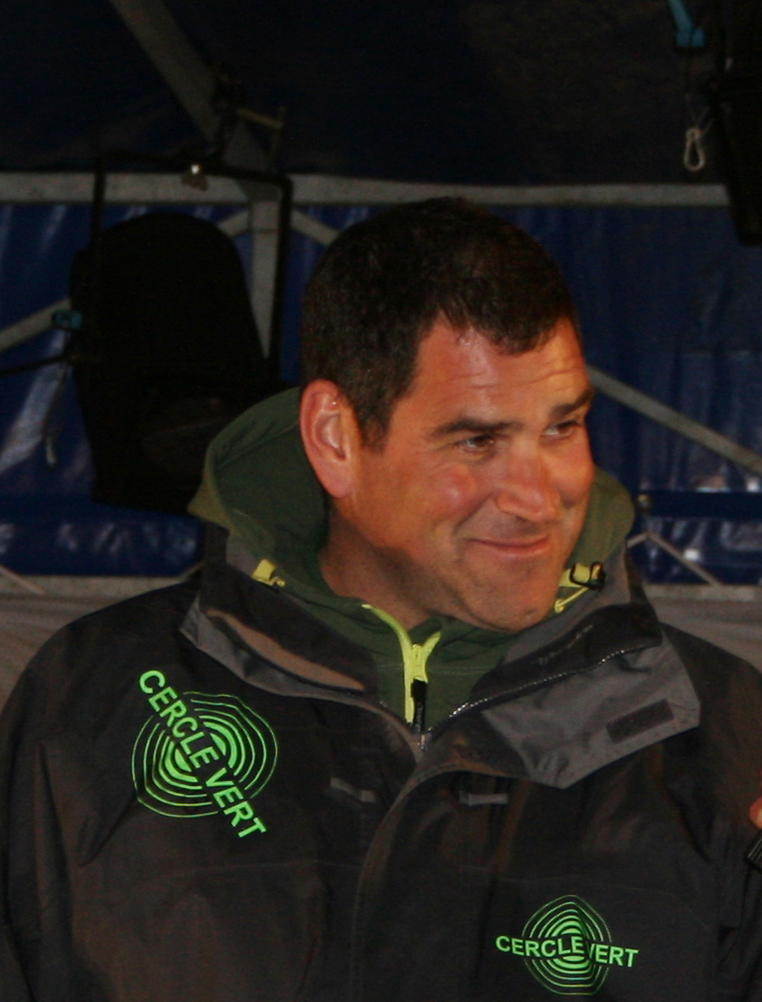
Gildas Morvan, Sieger 2001 und 2009 (zwei Tage vor Regattastart 2007)

- 2009[4] (5. April; „Transat BPE“): Belle-Île-en-Mer (Frankreich) – Marie-Galante (Guadeloupe, Antillen)
  - 1. Platz: Gildas Morvan auf Cercle Vert (19 T 14 Std 24 Min 12 Sek: 2. Sieg nach 2001 mit Charles Caudrelier)
  - 2. Platz: Erwan Tabarly auf Athema (19 T 14 Std 28 Min 52 Sek: keine 5 Minuten Rückstand auf Morvan)
  - 3. Platz: François Gabart auf Espoir Région Bretagne (19 T 15 Std 26 Min 27 Sek)
  - insgesamt 14 Boote, davon ein Abbruch

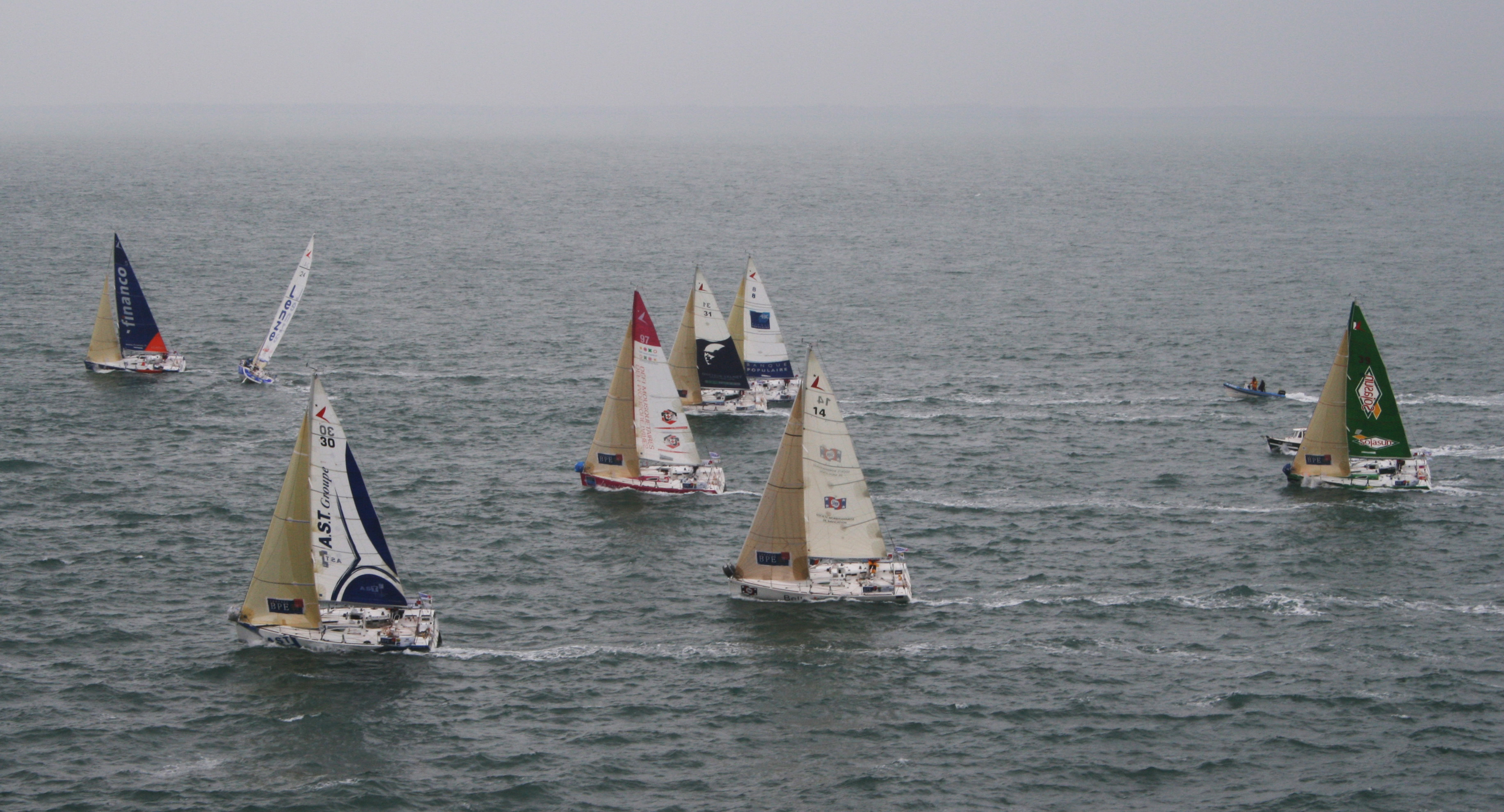
„Prolog“ der Regatta 2007; ganz links (mit blauem Großsegel) der spätere Sieger der Trophée, Nicolas Troussel auf Financo

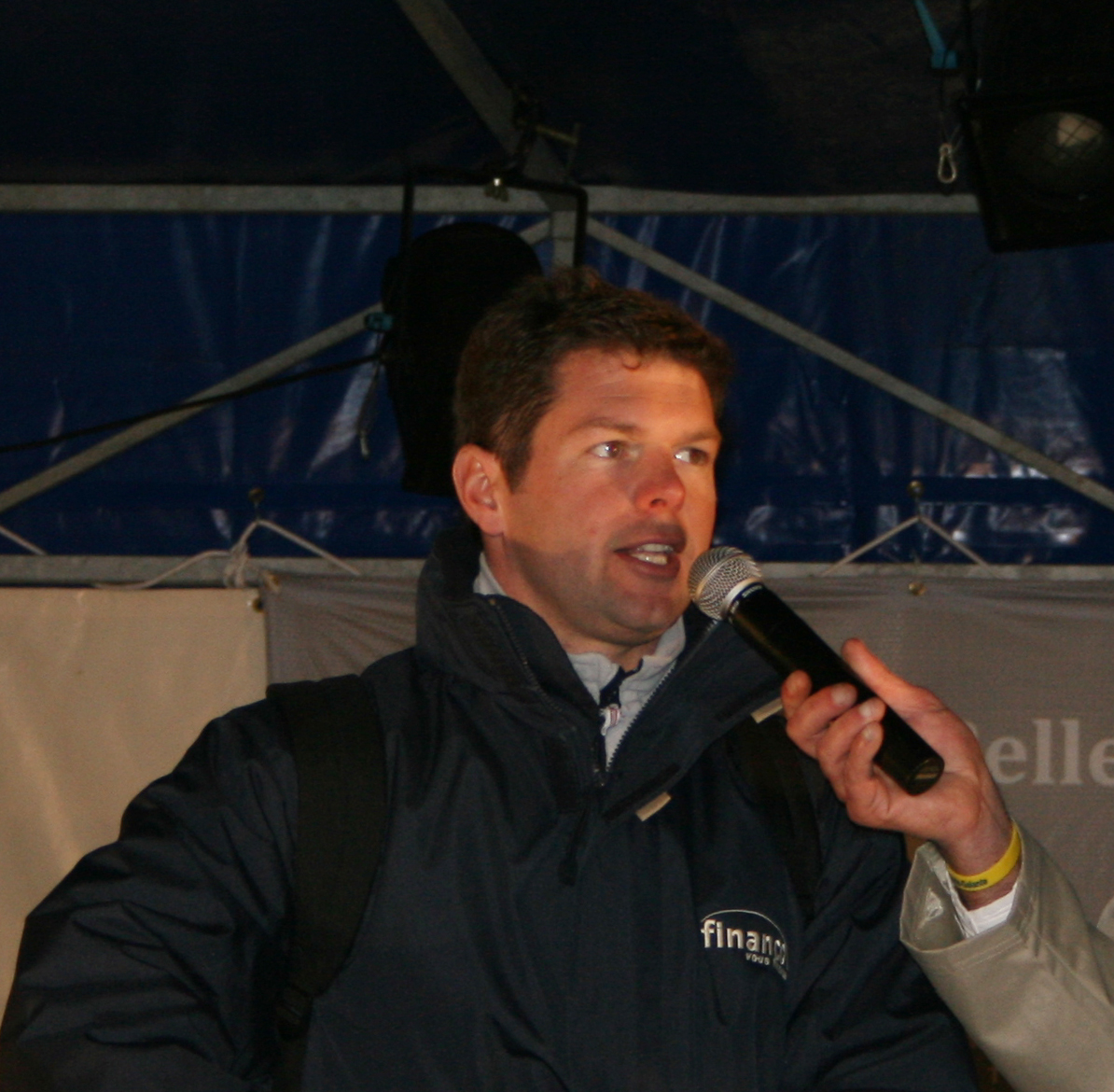
Trophée-Sieger 2007: Nicolas Troussel (zwei Tage vor Regattastart)

- 2007[5] (25. März; „Trophée BPE“): Belle-Île en Mer (Frankreich) – Marie-Galante (Guadeloupe, Antillen)
  - 1. Platz: Nicolas Troussel auf Financo (21 T 9 Std 11 Min 45 Sek)
  - 2. Platz: Thomas Rouxel auf Défi Mousquetaires (21 T 10 Std 10 Min 19 Sek)
  - 3. Platz: Charles Caudrelier auf Bostik (21 T 11 Std 27 Min 40 Sek: zum 4. Mal in Folge Medaillenrang)
  - insgesamt 27 Boote, darunter Gildas Morvan auf Cercle Vert (12. Platz), ferner 3 Abbrüche und ein ins Ziel gelangtes, aber nicht gewertetes Boot („DNF“)
  - Als „Prolog“ wurde vor der Trophée BPE eine Regatta entlang der Küste von Belle-Île organisiert, die Challenge Conserverie La Belle-Iloise; Gewinner: Charles Caudrelier.

- 2005[6] (3. April; „Trophée BPE“): Saint-Nazaire (Frankreich) – Cienfuegos (Kuba)
  - 1. Platz: Éric Drouglazet auf Crédit Maritime-Zerotwo (25 T 7 Std 10 Min 49 Sek)
  - 2. Platz: Charles Caudrelier auf Bostik (25 T 11 Std 48 Min 0 Sek)
  - 3. Platz: Gildas Morvan auf  Cercle Vert (25 T 12 Std 44 Min 15 Sek)
  - insgesamt 12 Boote, kein Abbruch

- 2003[7] (21. September; „Trophée BPE“): Saint-Nazaire (Frankreich) – Porto Santo (Madeira) – Dakar (Senegal)
  - 1. Platz: Bertrand de Broc & Dominic Vittet auf Myrialis (14 T 13 Std 24 Min 9 Sek)
  - 2. Platz: Gildas Morvan & Bertrand Pacé auf Cercle Vert (14 T 14 Std 52 Min 2 Sek)
  - 3. Platz: Charles Caudrelier & Pascal Bidegorry auf Bostik Findley (14 T 15 Std 17 Min 19 Sek)
  - insgesamt 18 Boote, darunter Armel Le Cléac’h & Nicolas Troussel auf Crealine (Platz 11), kein Abbruch

- 2001[8] (2. Oktober; „Trophée BPE“): Saint-Nazaire (Frankreich) – Porto Santo (Madeira) – Dakar (Senegal)
  - 1. Platz: Gildas Morvan & Charles Caudrelier auf Cercle Vert (16 T 0 Std 40 Min 17 Sek)
  - 2. Platz: Nicolas Troussel & Armel Le Cléac’h auf Myrialis (16 T 2 Std 19 Min 5 Sek)
  - 3. Platz: Jean-Paul Mouren & Laurent Pellecuer auf MarseilleEntreprises (16 T 2 Std 38 Min 16 Sek)
  - insgesamt 12 Boote, kein Abbruch